# Antef II.
Antef II., auch Anjotef, Initef oder Intef, ist der Eigenname des 2. altägyptischen Königs (Pharaos) der 11. Dynastie (Mittleres Reich), der etwa von 2121 bis 2072 v. Chr. in Oberägypten regierte.

## Familie
- Vater: Mentuhotep I. (erschlossen)
- Mutter: Neferu (belegt)[2]
- Geschwister: Antef I. (erschlossen)
- Ehefrau: Neferu (erschlossen)[3]
- Sohn: Antef III. (belegt)[2]

Zu den Hintergründen der erschlossenen genealogischen Angaben siehe den Abschnitt Belege bei Mentuhotep I. über seine Statue aus dem Heiligtum des Heqaib auf Elephantine.

## Regierung

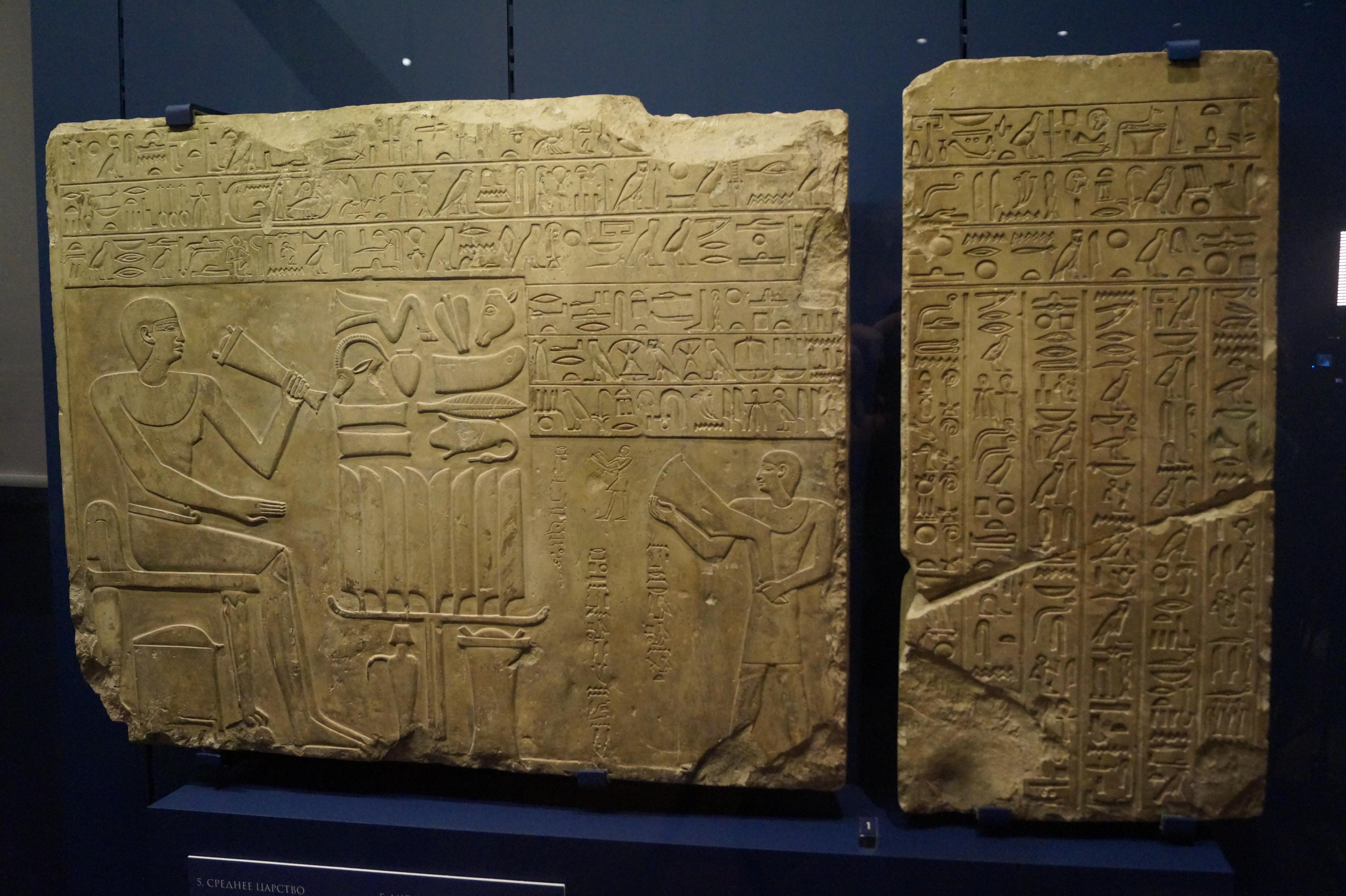
Stele des Sieglers Heny mit dem Namen Antefs II.

Antef II. regierte fast 50 Jahre. Fast ständig lag er mit den unterägyptischen Königen im Kampf. Zu Beginn seiner Regentschaft war er Herrscher über die oberägyptischen Gaue 1 bis 6 und die Stadt Abydos. Zweimal musste er Thinis erobern, bis die Hauptstadt des 8. oberägyptischen Gaues endgültig zu seinem Einflussbereich zählte. So ist es ihm gelungen, seinen Herrschaftsbereich bis Qaw el-Kebir auszudehnen, etwa 100 km nördlich von Abydos gelegen.

## Bauten
Eine im Karnaktempel in Luxor gefundene oktogonale Säule mit der Nennung des Namens Antef Wah-anch und dem Gott Amun-Re lässt vermuten, dass Antef II. hier bereits einen Tempel errichtet hat. Es handelt sich um den frühesten baulichen Nachweis in Karnak.

## Grab
Antef II. ließ sein Saff-Grab (Reihengrab) in at-Tarif anlegen. Es handelt sich um das unter dem Namen Saff el-Kisasija bekannte Großgrab. Von Antef II. Wah-anch stammen zwei Stelen aus seiner Grabstätte in at-Tarif/Korna. Interessant ist, dass der Papyrus Abbot II. 8, der eine Inspektion der Gräber unter Ramses IX. (späte 20. Dynastie) zum Inhalt hat, den Hund Behek auf einer der Stelen erwähnt. Sie war wohl so verschüttet, dass man die auch vorhandenen übrigen vier Hunde nicht erkannte.

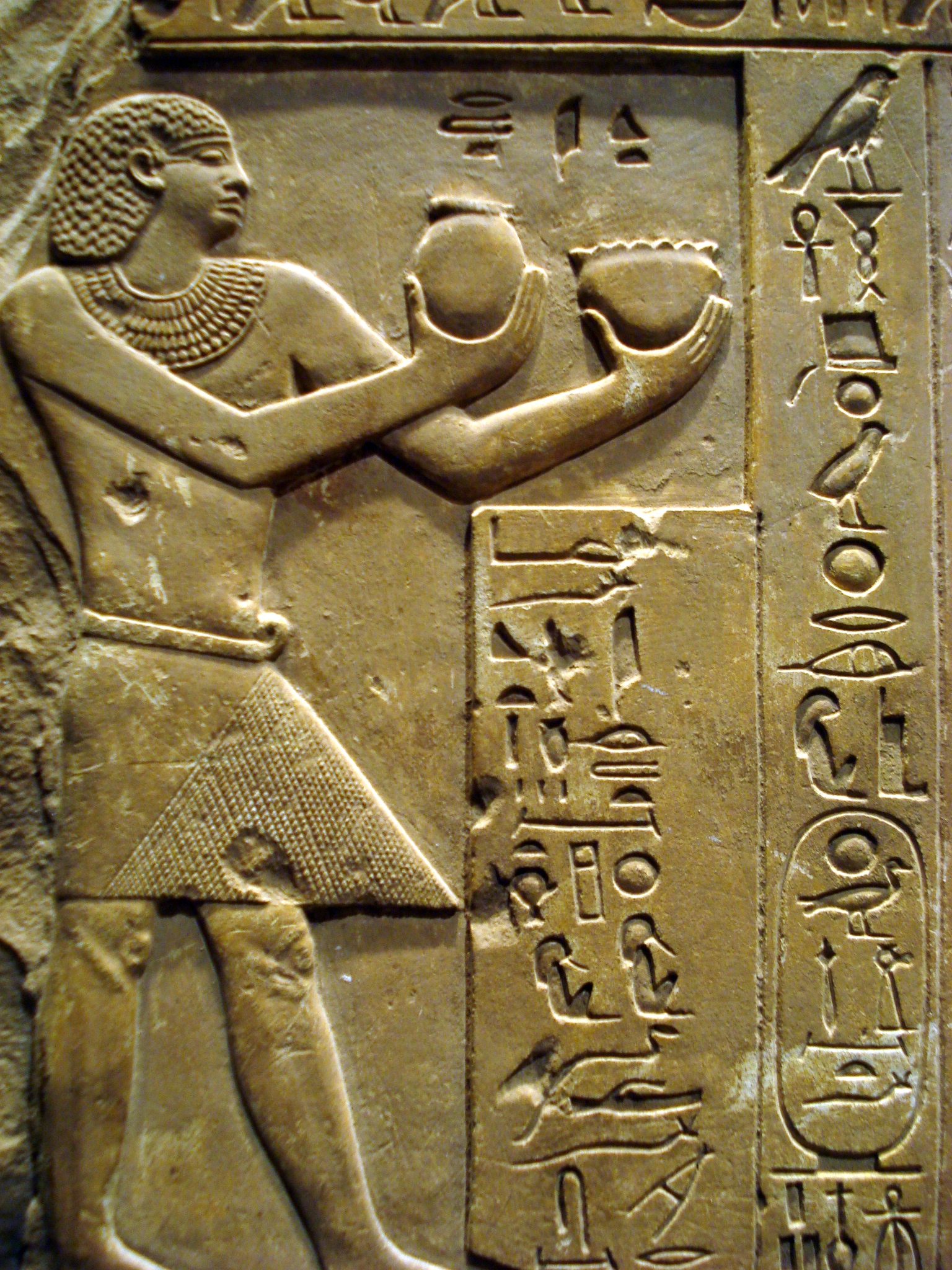
Begräbnisstele Antef II. (Metropolitan Museum (New York))
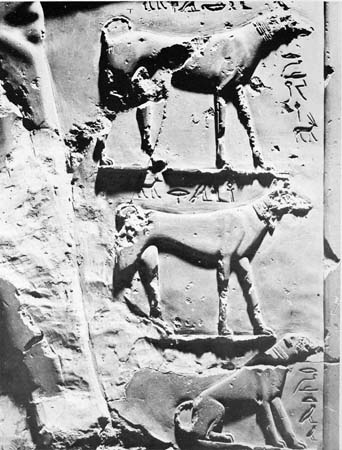
Drei der Hunde des Pharaos auf der Grabstele